# سامي مبيض
سامي مروان مبيّض، (16 يوليو 1978) كاتب ومؤرخ سوري له مجموعة من المؤلفات عن تاريخ مدينة دمشق المعاصر. عَمِل في ميادين التدريس والصّحافة، ووضع كتُباً وأبحاثاً باللغتين العربية والإنكليزية عن موضوعات كانت إمّا منسية أو مُغيبة في تاريخ دمشق الحديث، مثل الماسونية، وفتنة عام 1860، وتأميم المصانع والمصارف في سورية أيام الوحدة مع مصر.
هو رئيس مجلس أمناء مؤسسة تاريخ دمشق منذ عام 2017 وعضو مجلس أمناء جامعة القلمون منذ عام 2008، إضافة لكونه مستشاراً في مؤسسة الأمير عبد القادر الجزائري للثقافة والتراث منذ سنة 2016، وعضواً مُنتخباً في الجمعية الملكية البريطانية للتاريخ في لندن. وفي سنة 2023 كان زميلاً باحثاً في جامعة درهام البريطانية، حيث أوكل إليه البحث والتنقيب في أوراق عباس حلمي الثاني، خديوي مصر في السنوات 1892-1914.

## الأسرة
ولِد سامي مبيّض في العاصمة البريطانية لندن سنة 1978 لعائلة دمشقيّة من حيّ الصالحية، عَمِلت في صناعة المفروشات منذ مطلع القرن العشرين. والده مروان عربي مبيّض كان أحد تجّار دمشق المعروفين في ستينيات وسبعينيات القرن العشرين، وكان له استثمارات في قطاعات الصناعة والسياحة في سورية وإسبانيا وفرنسا. أما والدته فهي ميادة بنت عدنان العلبي، ابنة أحد الملاكين القدامى في غوطة دمشق الشرقيّة. تزوّج سامي مبيّض من المهندسة هلا الدقاق التي تشغل منصب رئيسة هيئة التميز والإبداع، ولديه منها ثلاث بنات، صفيّة وليلى وعالية مبيّض.
شارك سامي في طفولته بالتمثيل في الفلم السوري (كفرون) من بطولة دريد لحام ومادلين طبر.

## سنوات الدراسة
دَرَس سامي مبيّض العلوم السّياسية في الجامعة الأميركية ببيروت وحصل على شهادة الدكتوراه من جامعة إكزتر البريطانية، متخصصاً بالسنوات الأولى من عهد الاستقلال في في سورية. أثناء دراسته الجامعية في لبنان، تم احتضانه من قبل الدكتور منير العجلاني، أحد السّياسيين القدامى في سورية، الذي كان قد تولّى حقائب المعارف والعدل في الأربعينيات والخمسينيات من القرن العشرين.وتحت إشراف العجلاني وضع سامي مبيّض كتابه الأول «سياسة دمشق وحكم الأعيان في زمن الانتداب الفرنسي» الذي صدر باللّغة الإنكليزية في دمشق سنة 1998.
تتلمذ مبيّض على يد عدد من مُدرسي جامعة بيروت الأميركية الكبار، أمثال البروفيسور اللبناني فريد إلياس الخازن والفلسطيني سمير صيقلي، وتعرّف في شبابه على الدكتور قسطنطين زريق، رئيس جامعة بيروت الأميركية الأسبق، وهو أحد فلاسفة القومية العربية في العصر الحديث الذي أثّر بسامي مبيض كثيراً. وقد أصبح بعدها من مُريدي وتلامذة القاضي في محكمة العدل الدولية عبد الله الخاني، الذي كان قد شَغل منصب الأمين العام للقصر الجمهوري السوري زمن الرئيس شكري القوتلي.

## في الجامعات ومراكز الأبحاث
في صيف العام 2000، أُعيد إحياء مركز دراسات الوثائق العربية في الجامعة الأميركية في بيروت، المؤسس قبل الحرب الأهلية اللبنانية والمتوقف منذ عقود. انضم الدكتور مبيّض إلى صفوفه، ثم عمل بعدها في مركز كارنيغي، وكان زميلاً باحثاً في جامعة سانت أندروز الإسكتلندية، وفي سنة 2016 انتُخب عضواً في الجمعية الملكية البريطانية للتاريخ في لندن وعُيّن مستشاراً في مؤسسة الأمير عبد القادر الجزائري للثقافة والتراث. ومن خلالها عَمل على إعادة طباعة مذكّرات الأمير محمّد سعيد الجزائري، حاكم دمشق في الفترة الانتقالية ما بين خروج القوات العثمانية، ودخول الجيوش العربية نهاية الحرب العالمية الأولى سنة 1918.
وفي سنة 2005 دعاه أستاذ القانون البروفيسور عزيز شكري للانضمام إلى الهيئة التدريسية في جامعة القلمون الخاصة، أستاذاً لمادتي «تاريخ سورية المعاصر» و«القضية الفلسطينية» وقد ظلّ الدكتور مبيض يُدرّس في جامعة القلمون حتى عام 2012، عندما أصبح عضواً في مجلس أمناء الجامعة.

## في الصحافة
عمل سامي مبيّض باحثاً في مجلّة ذي إكونومست البريطانية خلال (2000-2001) وشارك في تأسيس مجلّة فورورد السورية الناطقة باللغة الإنكليزية وكان رئيساً لتحريرها منذ صدور عددها الأول في 1 كانون الثاني 2007، وحتى الأخير في 1 كانون الأول 2011. وخلال هذه الفترة، سجّل مبيّض عدّة مقابلات صحفيّة مع شخصيات عالمية مثل جيمي ويلز مؤسس موقع ويكيبيديا والمعمارية العراقية زها حديد  والروائي البرازيلي باولو كويلو.
وفي سنة 2008 أجرى لقاء مطوّل مع الرئيس الأميركي جيمي كارتر، ليكون أول باحث سوري يلتقي برئيس أمريكي، كما قابل زبيغنيو بريجنسكي مستشار الأمن القومي في عهد كارتر، ووزير الخارجية الفرنسي برنار كوشنار، والألماني يوشكا فيشر، ورئيس الحكومة العراقية إياد علاوي. وفي لبنان كان له لقاءات مسجّلة مع الرؤساء أمين الجميل وإلياس الهراوي وإميل لحود، ومع رئيس الحكومة اللبنانية تمام سلام.
وقد نُشرت مقالاته في عدّة صحف، منها جريدة الأهرام المصرية والواشنطن بوست الأميركية وغلف نيوز الإماراتية، وكان يكتب بشكل دوري في جريدة السفير البيروتية حتى إغلاقها نهاية عام 2016، وفي مجلّة الصياد حتى توقفها عام 2018. انضم إلى أسرة جريدة الأهرام المصرية عام 2021، وبعدها بعام بدأ يكتب بشكل أسبوعي في مجلة المجلة اللندنية.

## مؤلفاته

### باللغة الإنجليزية
صدر لسامي مبيّض عدة كتب باللغة الإنجليزية، منها:
1. سياسة دمشق وحكم الأعيان في زمن الانتداب الفرنسي (دمشق 1998)[14]
2. دمشق بين الديمقراطية والديكتاتورية 1948-1958 (الولايات المتحدة 2000)[15]
3. فولاذ وحرير: رجال ونساء صنعوا سورية الحديثة (الولايات المتحدة 2005)[16]
4. سورية والولايات المتحدة من ويلسون إلى أيزنهاور (لندن 2012)[17]
5. تحت الراية السوداء (لندن 2015)[18]
6. صانعو سورية الحديثة (لندن 2018)[19]

صدر كتابه الأول في دمشق سنة 1998 بعنوان «سياسة دمشق وحكم الأعيان في زمن الانتداب الفرنسي»، تلاه كتاب "دمشق بين الديمقراطية والديكتاتورية 1948-1958″ وكان هذا الكتاب استناداً إلى الأرشيف الأمريكي الذي فُتح سنة 1999 وكشف عن علاقة حسني الزعيم، مهندس الانقلاب الأول في سورية بوكالة الاستخبارات الأمريكية. تلاه بعد خمس سنوات كتاب "فولاذ وحرير: رجال ونساء صنعوا سورية الحديثة في الفترة ما بين 1900-2000″ وهو عبارة عن معجم لتراجم 300 شخصية سورية، منها السياسية والأدبية والفنية والدبلوماسية والعسكرية.

في عام 2012، وضع مبيّض كتاباً رابعاً عن تاريخ العلاقات السورية الأميركية من عهد الرئيس وودرو ويلسون حتى زمن الرئيس دوايت أيزنهاور، نُشر في لندن تحت عنوان «سورية والولايات المتحدة».

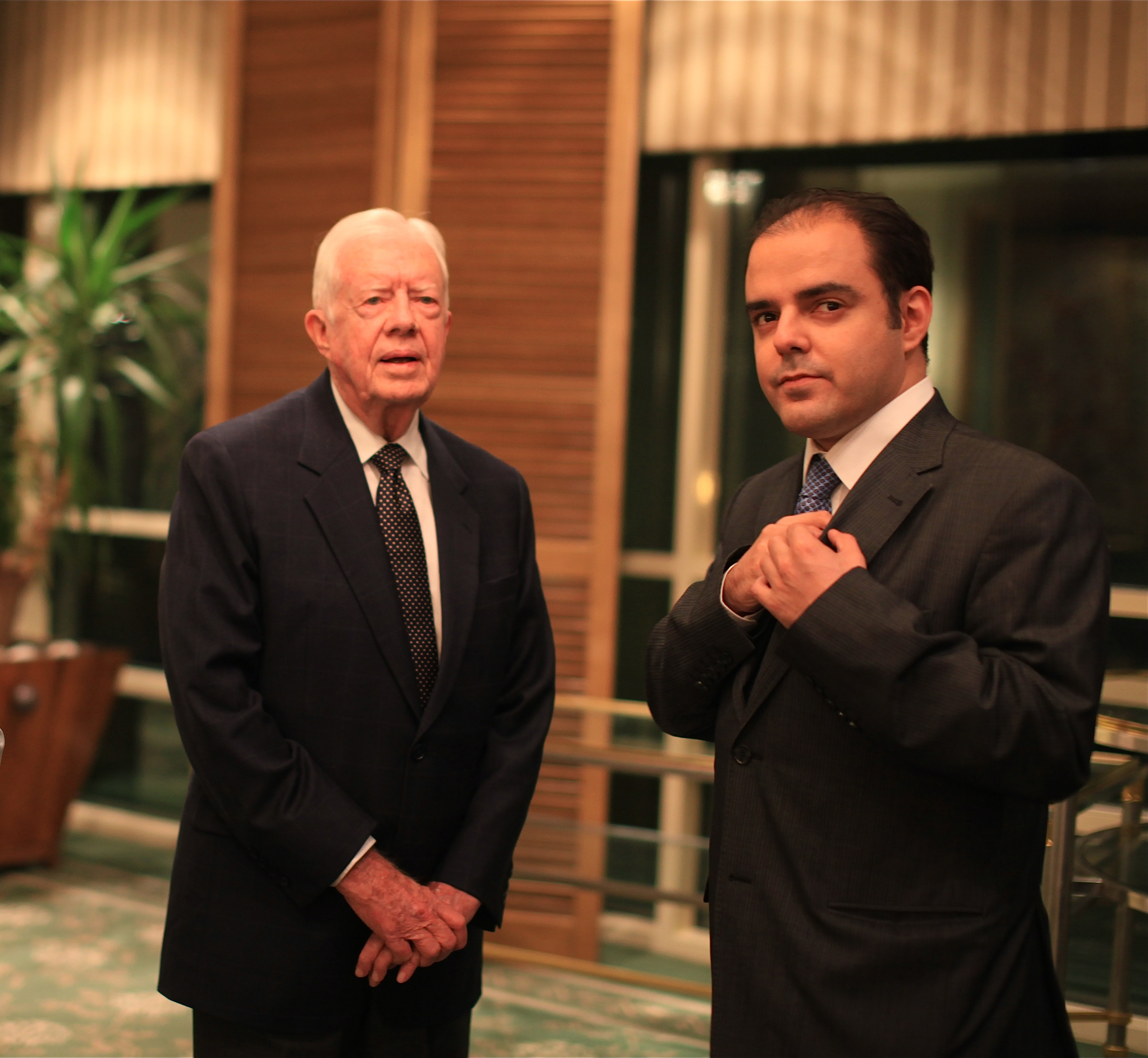
سامي مروان مبيَض مع الرئيس الأميركي جيمي كارتر في دمشق عام 2009.

يعد كتاب "تحت الراية السوداء" أشهر مؤلفات سامي مبيض وأكثرها مبيعًا في الغرب، وفيه خرج المؤرخ السوري عن مواضيعه المألوفة وتطرّق إلى تطور الخلافة الإسلامية منذ العصر الأموي وحتى العام 2014. صدر هذا الكتاب في لندن عام 2015 وتُرجم لاحقاً إلى عدة لغات، منها الإسبانية والإيطالية واليابانية والكورية والسلوفاكية.

### التعاون مع رياض الريّس
شهد العام 2015 بداية تعاون بين سامي مبيّض والناشر السوري المُقيم في بيروت رياض نجيب الريّس، الذي نتج عنه سلسلة من المؤلفات الدمشقيّة:
1. تاريخ دمشق المنسي (2015)
2. شرق الجامع الأموي (2016)
3. غرب كنيس دمشق (2017)
4. عبد الناصر والتأميم (تقديم عبد الله الخاني، 2019)
5. نكبة نصارى الشّام (2021)
6. سكة الترامواي (2022)

ذُيّل كتاب "سكة الترامواي" بشهادة من الأديب العالمي أمين معلوف، جاء فيها:
من مآسي مشرقنا أن الحداثة الاجتماعية والفكرية، التي تبدو في يومنا هذا بعيدة المنال، كانت قائمة فيه بالفعل لأجيال عدّة، بفضل رواد مبدعين، وكان من الممكن أن تتحول هذه البقعة من العالم إلى منارة حقيقية للتقدم والحضارة. هذا ما يرويه لنا سامي مبيّض في عمله الرائع عن دمشق، عبر أمثلة مقنعة توقظ فينا الحنين، بالطبع، وتوقظ كذلك شيئا من الأمل.

### مؤلفات أخرى
1. مذكرات الأمير محمد سعيد الجزائري (تقديم، دمشق 2015)
2. الرسائل المفقودة بين دولة الرئيس حسن الحكيم والدكتور عبد الرحمن الشهبندر (جمع وتحقيق، دمشق 2015)
3. قصاصات غير قابلة للطعن للمحامي أحمد وليد منصور (تقديم، دمشق 2018)
4. خديوي سورية (دار بستان هشام، دمشق 2022)

قام سامي مبيض بتحقيق وإعادة نشر مذكّرات الأمير محمّد سعيد الجزائري سنة 2015، عبر مؤسسة الأمير عبد القادر الجزائري للثقافة والتراث، كما قام بجمع وتحقيق مراسلات الزعيم السوري عبد الرحمن الشهبندر مع صديقه رئيس الحكومة حسن الحكيم، التي صدرت في كتاب حمل عنوان الرسائل المفقودة (دمشق 2016). قم قام بتحقيق وجمع أوراق أحمد الشرباتي، وزير دفاع سورية خلال حرب فلسطين، التي صدرت باللغة الإنكليزية في كتاب بعنوان صانعو سورية الحديثة. وفي سنة 2017 بدأ تعاون بين مبيّض وجامعة بيروت الأميركية لتحقيق ونشر مذكّرات حسني البرازي، رئيس وزراء سورية خلال الحرب العالمية الثانية.

## مؤسسة تاريخ دمشق
خلال سنوات الحرب السورية، وضع سامي مبيّض نواة مشروع علمي يُعنى بالأرشيف الوطني لمدينة دمشق من أوراق ومخطوطات ومذكّرات غير منشورة، كان معظمها مهدد بالخطر والزوال نتيجة سوء الحفظ والفساد والإهمال. أطلق المشروع في 5 كانون الأول 2017 وسُمّي بمؤسسة تاريخ دمشق، كان سامي مبيّض رئيساً لمجلس أمنائها وعضواً في لجنة تحكيم جائزة المؤرخين الشباب، التي سُمّيت على اسم الزعيم الدمشقي فخري البارودي. وللمؤسسة مجموعة من النشاطات منها جمع وترتيب وحفظ أرشيف متحف دمشق للوثائق التاريخية، وتقديم منح سنوية للباحثين المتخصصين بتاريخ دمشق، إضافة لموقع الموسوعة الدمشقية المتخصص بتاريخ دمشق، ومجلّة دمشق للأبحاث التاريخية المُحكّمة، التي يُديرها المؤرخ الدكتور عمّار النهار.
ولمؤسسة تاريخ دمشق مجلس حكماء مؤلف من شخصيات بارزة في التاريخ الدمشقي مثل الناشر الراحل رياض نجيب الريّس، والقاضي عبد الله الخاني، والأديبة ناديا الغزّي، والأب إلياس زحلاوي والدكتور مروان المحاسني، رئيس مجمع اللغة العربية بدمشق الأسبق. بالإضافة إلى مجلس أمناء يتكون من شخصيات اجتماعية وإعلامية ووجوه شابة مثل الناشط قاسم الشاغوري والفنان جلال شموط.

## وصلات خارجية
- مجلة إلى الأمام نسخة محفوظة 6 أغسطس 2012 على موقع واي باك مشين.
- The Washington Post, PostGlobal Panelist.
- مقالاته من موقع World Politics Watch.
- موقع التاريخ السوري نسخة محفوظة 22 سبتمبر 2004 على موقع واي باك مشين..
- مؤسسة تاريخ دمشق